# Zdeněk Fibich

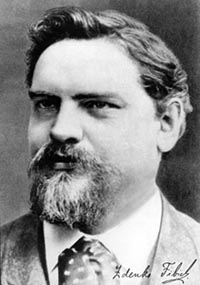
Zdeněk Fibich

Zdeněk Fibich (* 21. Dezember 1850 in Všebořice (Scheborschitz), Böhmen; † 15. Oktober 1900 in Prag) war ein böhmischer Komponist.

## Leben

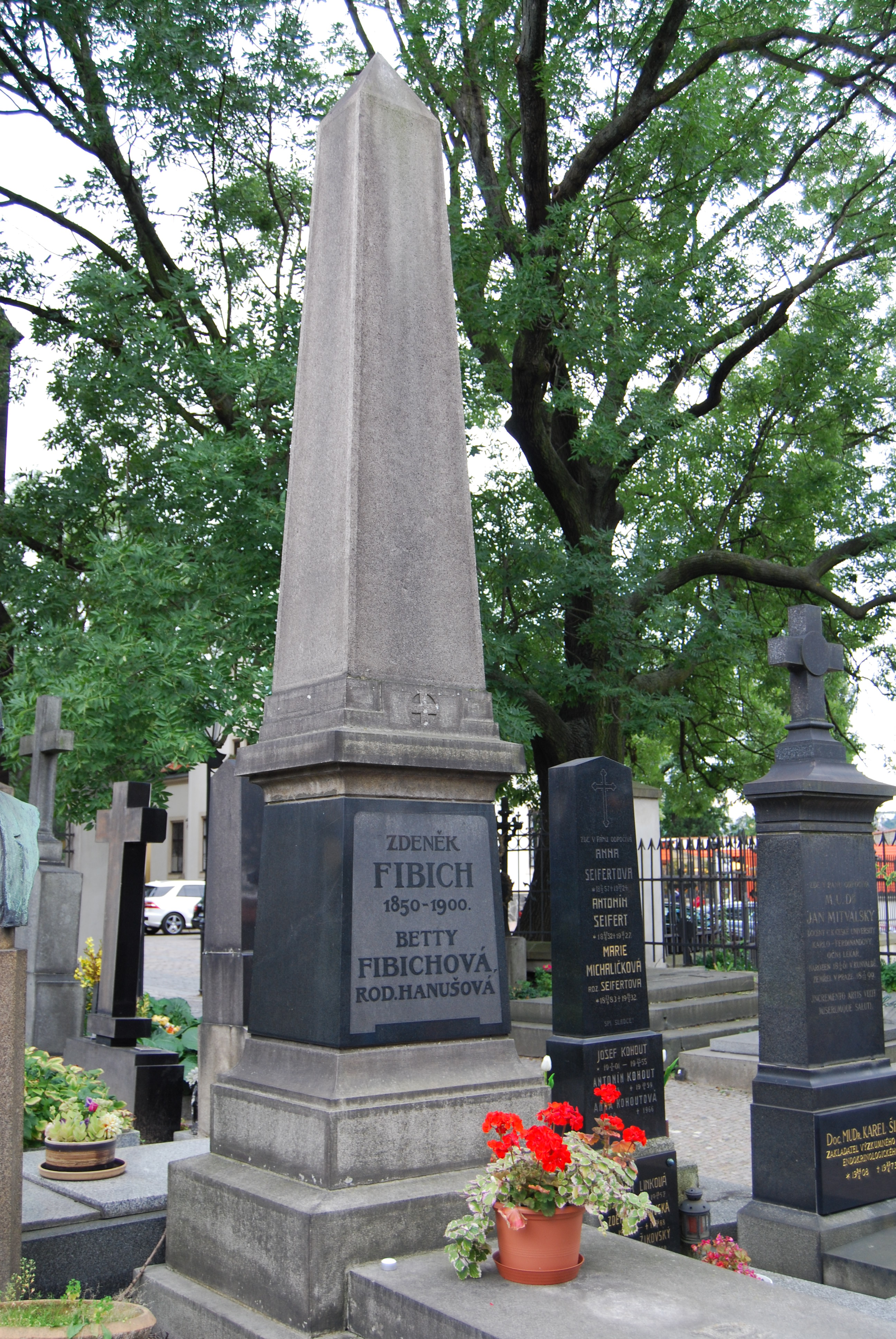
Grab auf dem Vyšehrader Friedhof in Prag

Zdeněk Fibich wurde als Kind eines Oberförsters geboren und wuchs in Libáň auf. In der Musik unterrichtete ihn zunächst seine Mutter, die auch bald sein musikalisches Talent entdeckte und ihn zum Studium animierte. Bereits mit vierzehn Jahren dirigierte er eine eigene Sinfonie und ein Jahr später begann er, seine erste Oper zu komponieren.
Fibich studierte in Wien, in Prag bei Bedřich Smetana, am „Conservatorium Leipzig“, in Paris und am Mannheimer Konservatorium. Er lehrte in Polen, Wilna (Litauen) und kehrte 1874 nach Prag zurück, um sich dort seinen Kompositionen zu widmen. Zwischen 1875 und 1878 wirkte er als zweiter Kapellmeister am Prozatímní divadlo (Einstweiligen Theater) und hatte von 1878 bis 1880 die Leitung des Chores in der dortigen russischen Kirche inne. 1899 wurde Fibich zum Operndramaturgen des Prager Nationaltheaters in Prag ernannt.
Seine erste Frau starb nach zweieinhalb Jahren Ehe. Er heiratete ihre Schwester, eine  Altistin am Prozatímní divadlo und am Nationaltheater (Prag). Für sie schrieb er drei seiner Opernfiguren; die bekannteste ist die Isabell in Nevěsta mesinská. Die Ehe hielt nicht lange. Anežka Schulzová, seine dritte Frau, hatte auf Fibichs Musik den größten Einfluss. Sie schrieb das Libretto seiner Oper Šárka und inspirierte ihn zu vielen seiner Stücke.
Im 50. Lebensjahr verstorben, wurde er auf dem Vyšehrader Friedhof beigesetzt. Ein Großneffe von ihm war der Ingenieur und Hochschullehrer Hans-Georg Münzberg.

## Werke
Fibich gehört neben Antonín Dvořák, Bedřich Smetana und Leoš Janáček zu den bekanntesten tschechischen Komponisten, insbesondere als Schöpfer von sieben (teilweise von Richard Wagner beeinflussten) Opern sowie von Sinfonien, Klavierstücken und szenischen und konzertanten Melodramen.

### Opern
- Bukovín
- Blaník
- Nevěsta messinská (Die Braut von Messina, nach Schillers Drama Die Braut von Messina)
- Bouře (Der Sturm. Oper in drei Acten. Gedicht nach dem Sujet dem gleichnamigen Märchens Shakespeare’s von Jaroslav Vrchlický), op. 40 (1896)
- Hedy. Oper in vier Akten, op. 43 (1896), Libretto nach Lord Byrons Don Juan von Anežka Schulzová (Digitalisat des Klavierauszugs  mit Text tschechisch/deutsch im Internet Archive)
- Šárka, 1897
- Medea
- Pád Arkuna (Der Fall von Arkun)

### Orchesterwerke (Auswahl)
- 1. Sinfonie F-Dur op. 17 (1883)
- 2. Sinfonie Es-Dur op. 38
- Im Zwielicht – Idylle für Orchester op. 39
- Sturm op. 46
- Toman und die Waldfee op. 49
- 3. Sinfonie e-Moll op. 53

### Kammermusik (Auswahl)
- Instruktivní sonatina für Violine und Klavier d-Moll op. 27 (1869)
- Klaviertrio f-Moll (1872)
- Jasná noc für Violine und Klavier (1873)
- Klavierquartett e-Moll op. 11 (1874)
- Streichquartett A-Dur (1874)
- Sonate für Violine und Klavier C-Dur (1874)
- Sonate für Violine und Klavier D-Dur (1875)
- Koncertní polonesa für Violine und Klavier (1878)
- Streichquartett G-dur op. 8 (1878)
- Romanze für Violine und Klavier B-Dur op. 10 (1879), Dalibor
- Selanka für Klarinette oder Violine und Klavier op. 16 (1879)
- Tema con variazioni für Streichquartett B-Dur (1883)
- Quintett für Klavier, Klarinette, Horn, Violine und Violoncello D-Dur op. 42 (1893)

### Weitere Werke
Er verfasste über 600 Werke: ca. zehn Opern und andere musikalische Bühnenwerke, drei Sinfonien, Ouvertüren, Sinfonische Dichtungen (Othello, Toman a lesní panna), Kammermusik, Klavierwerke (350 Stücke), Lieder und Gesangsduette. Auch Melodramen zählen zu Fibichs Schaffen, etwa die Trilogie Hippodamia, mit Texten von Jaroslav Vrchlický oder mit Štědrý den, inspiriert durch Kytice von Karel Jaromír Erben.
Sein bekanntestes Werk ist unter dem Namen Poème bekannt. Fibich komponierte es 1893 als Lento für Klavier. Es wurde unter der Nummer op. 41, Heft 4, Nr. 14 (= Nr. 139 der Gesamtsammlung) in die Sammlung Stimmungen, Eindrücke und Erinnerungen aufgenommen. Im selben Jahr arbeitete Fibich die Komposition in seine sinfonische Dichtung Im Zwielicht op. 39 ein. Der Name Poème geht auf eine Bearbeitung des Geigers Jan Kubelík für Violine aus dem Jahr 1908 zurück. Heute ist das Werk in verschieden instrumentierten Bearbeitungen verbreitet, die sich stark unterscheiden können, je nachdem, ob sie auf der originalen Klavierkomposition oder auf der sinfonischen Dichtung basieren.

## Schüler von Fibich
- Karel Kovařovic
- Franz Lehár
- Zdeněk Nejedlý
- Otakar Ostrčil